# Spineboard

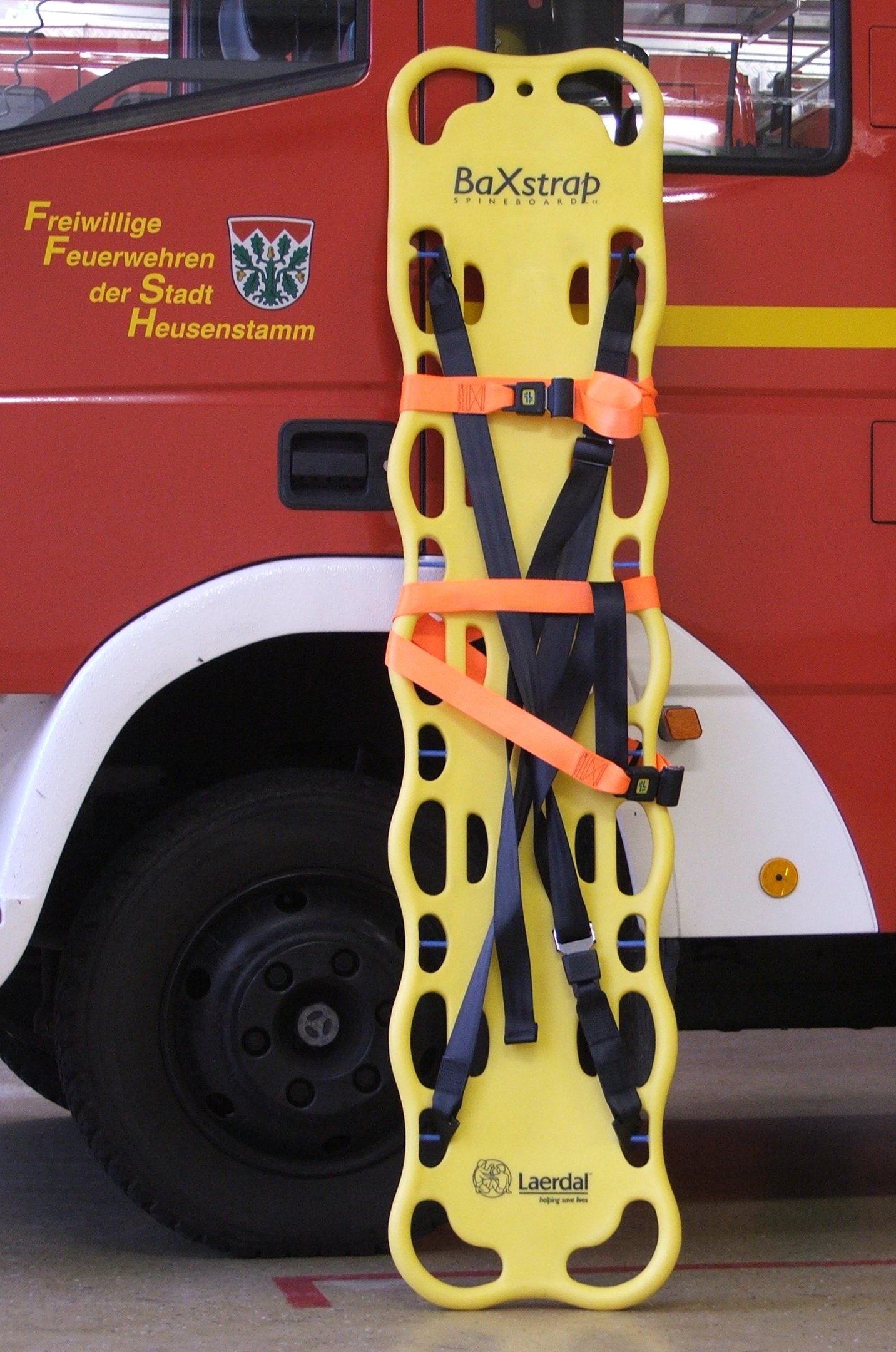
Spineboard

Spineboard används för att förflytta patienter som har en misstänkt hals och ryggradsskada i samband med trauma. Patienten immobiliseras med hjälp av remmar som fixerar ben, bäcken och bröstkorgen. Huvudet fixeras först med en halskrage samt sedan fixeras med en huvudfixering.
Syftet med att immobilisera patienten är att inte förvärra den misstänkta skadan ytterligare. Patienten förflyttas på spineboarden från olycksplatsen till akutmottagningen där patienten handläggs. Redan efter ca 15 minuter upplever patienten obehag av att ligga på den hårda spineboarden. Rekommendationerna i flera ambulansorganisationer samt på flera akutmottagningar är att patienten inte ligger längre än 2 timmar på spineboarden. Patienten kan på akutmottagningen blockvändas över till en mjukare immobiliseringsbräda i väntan på beslut om det föreligger en skada och vilka åtgärder som behöver genomföras.